# 奥斯泰姆
奥斯泰姆（法語：Ostheim，法語發音：[ɔstaim] ⓘ）是法国上莱茵省的一个市镇，属于科尔马-里博维莱区。

## 地理
奥斯泰姆（48°9'36"N, 7°22'14"E）面积8.16 平方千米，位于法国大東部大區上莱茵省，该省份为法国东部内陆省份，是阿尔萨斯的一部分，今与下莱茵省组成了阿尔萨斯欧洲集体，其北临下莱茵省，西接孚日省，西南接贝尔福地区省，东侧沿莱茵河与德国相望，南与瑞士接壤。
与奥斯泰姆接壤的市镇（或旧市镇、城区）包括：科尔马、乌森、本维尔、贝布勒奈姆、盖马尔。
奥斯泰姆的时区为UTC+01:00、UTC+02:00（夏令时）。

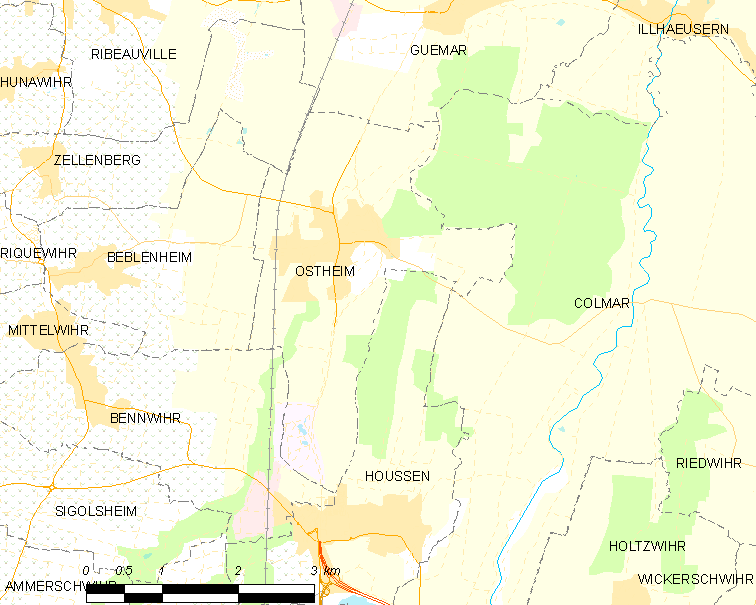
奥斯泰姆的OSM定位图

## 行政
奥斯泰姆的邮政编码为68150，INSEE市镇编码为68252。

## 政治
奥斯泰姆所属的省级选区为圣玛丽欧米讷县。

## 人口

1962-2008年间奥斯泰姆人口变化图示

奥斯泰姆于2022年1月1日时的人口数量为1654人。